# Giovanni Dore
Giovanni Dore (Suni, 1930 – Alghero, 25 maggio 2009) è stato un presbitero, etnomusicologo, museologo, organologo italiano, studioso delle  tradizioni popolari sarde.

## Biografia
Religioso e ricercatore delle tradizioni sarde, Giovanni Dore concentrò i propri studi sugli strumenti musicali popolari e sulle poesie religiose scritte in lingua sarda.
Organologo non accademico, ampliò gli studi avviati, nei primi decenni del Novecento, dal musicologo cagliaritano Giulio Fara.

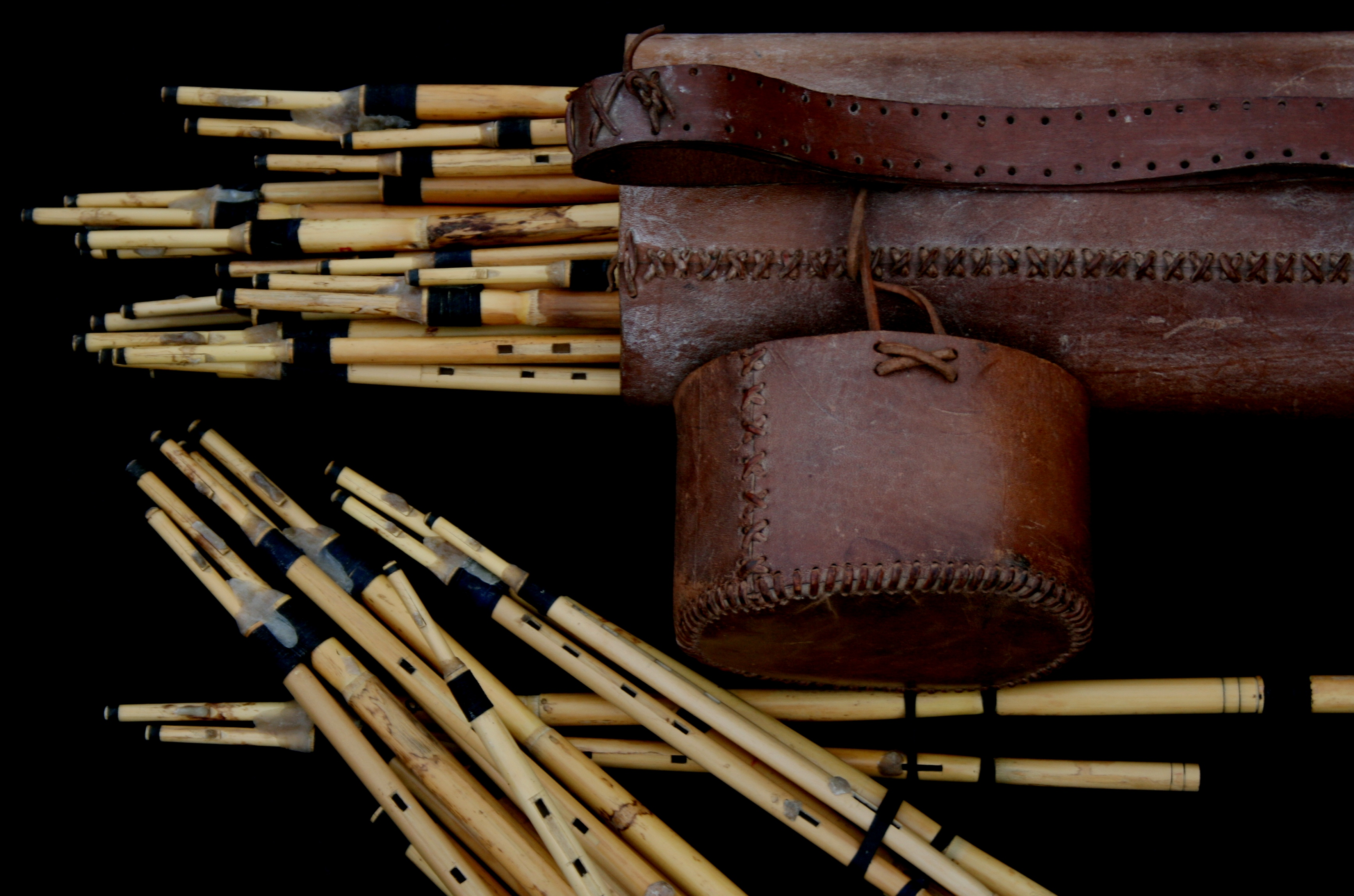
Launeddas - (aerofoni sardi)

In oltre cinquant’anni di attività raccolse oltre cinquecento strumenti musicali, oggetti sonori e congegni fonici che ebbe modo di esporre in numerose mostre regionali e internazionali che, a partire dagli anni settanta, furono raccolti all’interno del Museo degli strumenti della musica popolare sarda, allestito nei locali della casa parrocchiale della chiesa di San Nicola di Bari di Tadasuni, in provincia di Oristano. Per decenni il museo divenne luogo di riferimento per studiosi internazionali di etnomusicologia.
Di rilievo, le poderose raccolte di poesie religiose sarde pubblicate dall'ISRE (Istituto superiore regionale etnografico), centrate soprattutto sui componimenti denominati gosos, che il ricercatore riteneva imparentati con i κοντάκια (da contacio) bizantini. L'ultima sua opera è stata dedicata alle poesie scritte dal sacerdote Giovanni Battista Madeddu, originario di Ardauli.
Dore si distinse anche come divulgatore etnomusicale, all’interno della rassegna "Musica e preistoria", pubblicando numerosi saggi in riviste e opere scientifiche, inoltre curando trasmissioni radiofoniche e televisive specialistiche.
Nel 1977, vinse il Premio di cultura della Presidenza del Consiglio dei ministri. Dopo il decesso, la collezione degli strumenti musicali è passata in eredità a due nipoti.
L'opera del Dore è stata di stimolo culturale per numerosi musicisti sardi ed è stata valorizzata da etnomusicologi, tra cui Roberto Leydi, Sandra Mantovani, Febo Guizzi, Diego Carpitella, Pietro Sassu, Paolo Mercurio, e dal linguista Giuseppe Mercurio.

## Opere
- Giovanni Dore, Gli strumenti della musica popolare della Sardegna, Cagliari, 3T, 1976, SBN CAG0024988.
- (SC) Giovanni Dore, Vol. 1. Lodi in lingua logudorese, in onore della Vergine, del Signore, della Trinità e per ricorrenze varie. Vol. 2 e 3. Lodi e preghiere in lingua logudorese, campidanese e gallurese in onore della Vergine, del Signore, della Trinità e per ricorrenze varie, in Gosos e ternuras: testi e musiche religiose popolari sarde secondo l'antica e ininterrotta tradizione di pregare cantando, Nuoro, Istituto superiore regionale etnografico, 1983 e 1986, SBN PBE0015233.
- Giovanni Dore, I testi del dramma silenzioso del Venerdì Santo ed il rito degli strepiti, in Liturgia e paraliturgia nella tradizione orale: primo Convegno di studi: Santu Lussurgiu, 12-15 dicembre 1991, Cagliari, Universitas, 1992, SBN CAG0028100. A cura di Giampaolo Mele, Pietro Sassu.
- Giovanni Dore, Gli strumenti della musica popolare, in “La Sardegna Enciclopedia”, a cura di Manlio Brigaglia, Cagliari, Cagliari, 1988.
- Giovanni Dore, I miei incontri con i suonatori di launeddas, in Launeddas: l'anima di un popolo, Cagliari-Nuoro, AM&D-Istituto superiore regionale etnografico, 1997, SBN CAG0040475. A cura di Giampaolo Lallai; fotografie di Nico Selis.
- (SC) Giovanni Battista Madeddu, Canticos sacros in sardu idioma, Ghilarza, Iskra, 2006, SBN CAG1226055. Trascrizione e revisione dei testi a cura di Giovanni Dore.